# أدولفو ليما
أدولفو ليما (بالإسبانية: Adolfo Lima)‏ (4 يوليو 1990 في الأوروغواي - ) هو لاعب كرة قدم أوروغواني في مركز الهجوم. لعب مع أتلتيكو باتروناتو ونادي الوحدة وCerro Largo F.C. ‏ وجوفينتود وديبورتيفو نوبلينس ‏ واتحاد سان فيليبي ‏.

## وصلات خارجية
- أدولفو ليما على موقع قاعدة بيانات كرة القدم.إي يو (الإنجليزية)
- أدولفو ليما على موقع Soccerway.com (الإنجليزية)